# Акома (Миннесота)
Акома (англ. Acoma) — тауншип в округе Мак-Лауд, Миннесота, США. На 2010 год его население составило 1149 человек.
Тауншип был назван доктором Висентом Кеннеди в честь деревни пуэбло на западе штата Нью-Мексико.

## География
По данным Бюро переписи населения США площадь тауншипа составляет 90,1 км², из которых 81,5 км² занимает суша, а 8,6 км² — вода (9,57 %).

## Демография
По данным переписи населения 2010 года в Акоме проживали 1149 человек, было 421 домохозяйство и 357 семей. Плотность населения — 14,1 чел./км². Расовый состав населения: 99,0 % белых, 0,1 % афроамериканцев, 0,1 % коренных американцев, 0,3 % азиатов, 0,1 % — других рас США и 0,4 % приходится на две или более других рас. Испанцы или латиноамериканцы любой расы составляли 0,8 % от популяции тауншипа.
Из 421 домохозяйства в 31,4 % воспитывались дети до 18 лет, в 79,8 % проживали супружеские пары, в 2,6 % проживали незамужние женщины, в 2,4 % — неженатые мужчины и в 15,2 % домохозяйств проживали несемейные люди. 12,1 % домохозяйств состояли из одного человека, при том 6,0 % из — одиноких пожилых людей старше 65 лет. Средний размер домохозяйства — 2,72, а семьи — 2,95 человека.
22,4 % населения — младше 18 лет, 2,8 % — в возрасте от 18 до 21 года, 62,7 % — от 21 до 65, и 12,1 % — старше 65 лет. Средний возраст — 45,7 лет. На каждые 100 женщин приходилось 103,4 мужчин. На каждые 100 женщин старше 18 приходилось 107,0 мужчин.
На 2014 год медианный годовой доход домохозяйства составлял 79 375 долларов, а семьи — 82 232 доллара. Средний доход мужчин — 56 818 долларов, в то время как у женщин — 43 333. Доход на душу населения составил 33 752 доллара. За чертой бедности находились 2,1 % семей и 2,3 % всего населения тауншипа.